# Hubert Green
Hubert Myatt Green (* 28. Dezember 1946 in Birmingham, Alabama; † 19. Juni 2018) war ein US-amerikanischer Profigolfer. Er hat zahlreiche Turniere sowohl auf der Ebene der PGA Tour als auch der Champions Tour gewonnen. Darunter einmal die US-Open und einmal die PGA-Championship.

## Karriere
Green wurde in Birmingham geboren, wo er an der Shades Highschool das Golfspielen erlernte. Als Student an der Florida State University gewann er im Jahr 1966 das Amateurgolfturnier Southern Amateur. Hierauf folgten weitere Amateurtitel wie das Miami Invitational im Jahr 1968. Eine vierte Platzierung beim U.S. Amateur qualifizierte ihn für eine Teilnahme am Masters. Nach einem Studienabschluss in Marketing wurde er 1969 Golfprofi.
Auf der PGA Tour gelang es ihm 19 Turniere zu gewinnen. Höhepunkt war sein Erfolg bei der U.S. Open im Jahr 1977 und später ein zweiter Majortitel im Jahr 1985 beim PGA Championship.
Im Jahr 1997 wechselte er auf die Champions Tour, wo er 1998 die Bruno Memorials Classic mit einer 64er Runde gegen Hale Irwin gewann. Nebenher beschäftigte er sich mit dem Design von Golfplätzen wie dem TPC Southwind und dem Gerystone Golf & Country Club.
Im Jahr 2007 wurde er in die World Golf Hall of Fame aufgenommen.
Im Jahr 2009 zog er sich als Turnierspieler zurück, nachdem er – aufgrund von starkem Zigarrenrauchen – bereits im Jahr 2003 an Mundkrebs erkrankt war, an dessen Folgen er im Jahr 2018 schlussendlich erlag.